# Área Occidental
El Área Occidental es una de las cinco provincias de Sierra Leona. Cubre un área de 557 km² y albergaba una población de 1 268 757 personas en 2021.  La capital es Freetown.

## Distritos
- Área rural de Freetown
- Área urbana de Freetown